# Бесте Сабри
Бесте Сабри е българска журналистка от Би Ти Ви, водеща на „Тази събота и неделя“ (от 2023 г.).

## Биография
Родена е на 28 септември 1995 г. в град Шумен, България. Завършва Езиковата гимназия „Никола Вапцаров“ в родния град. Учи журналистика в Шотландия, след това завършва магистратура със специалност „Международни отношения“ в Абърдийнския университет.
Постъпва на работа в Радио Шумен, като редакторка в екип „Новини“, репортерка и водеща на новините. Придобива опит като редактор на статии в регионалния вестник на Абърдийн – Evening Express. През 2017 г. по време на стажа си в Нова телевизия започва да се занимава с телевизионно репортерство. През декември 2020 г. се присъединява към екипа на Би Ти Ви Новините.
На 9 септември 2023 г. заедно с Митьо Маринов става водеща на „Тази събота и неделя“ по Би Ти Ви.